# Критозябрецеві
Критозябрецеві (Cryptobranchidae) — родина земноводних підряду Cryptobranchoidea ряду Хвостаті. Має 3 роди, з яких 1 є вимерлим, 5 видів.

## Опис
Загальна довжина представників цієї родини коливається від 55 см до 1,8 м, вага 60—70 кг. Це найпримітивніші хвостаті земноводні, які вдруге стали цілком водними тваринами. Голова велика, масивна, широка, трохи сплощена. Очі дуже маленькі. Наділені гнучким симфізом хряща у передній частині нижньої щелепи, де стикаються обидві кістки, тому здатні до всмоктування їжі з лівого або з правого боку рота. У них 2—4 внутрішні зяброві дуги, що прикриті своєрідними кришечками. Тулуб кремезний. Хребет складається з амфіцельних (порожнистих спереду й ззаду) хребців. Ребра зрощені. Лапи доволі короткі. Передні кінцівки мають по 4 пальці, задні — 5. Хвіст довгий, стиснутий з боків.
Забарвлення здебільшого однотонне, вони коливається від коричнево-сірого до жовтого, зеленого або помаранчевого кольору.

## Спосіб життя
Полюбляють прохолодні водойми, великі річки та озера. Ведуть водний спосіб життя. Це доволі мляві, малорухомі амфібії. Активні вночі. Живляться хробаками, молюсками, ракоподібними, міногами, рибою, жабами, рептиліями та дрібними ссавцями.
Це яйцекладні земноводні. У них зовнішнє запліднення. Самець будує гніздо, куди самиця відкладає до 600 яєць. Через 2—3 місяці з'являються личинки завдовжки 3 см.

## Розповсюдження
Мешкають у Китаї, Японії, Канаді та США.

## Систематика
- Родина Cryptobranchidae
  - Рід Cryptobranchus — критозябрець
    - †Cryptobranchus saskatchewanensis
    - Cryptobranchus alleganiensis — критозябрець аллеганський

  - Рід Andrias — велетенська саламандра
    - Andrias davidianus
    - Andrias japonicus
    - †Andrias bohemicus
    - †Andrias matthewi
    - †Andrias scheuchzeri

  - Рід †Aviturus
    - †Aviturus exsecratus

  - Рід †Ulanurus
    - †Ulanurus fractus

  - Рід  †Zaissanurus
    - †Zaissanurus beliajevae